# Walter Camp
Walter Chauncey Camp (ur. 7 kwietnia 1859 w New Britain, zm. 14 marca 1925 w Nowym Jorku) – dziennikarz sportowy, trener uczelnianych drużyn futbolowych, nazywany ojcem futbolu amerykańskiego. Przyczynił się do rozkwitu tej dyscypliny, gdy w latach 80. XIX wieku opracował przepisy i standardy odróżniające futbol amerykański od rugby.

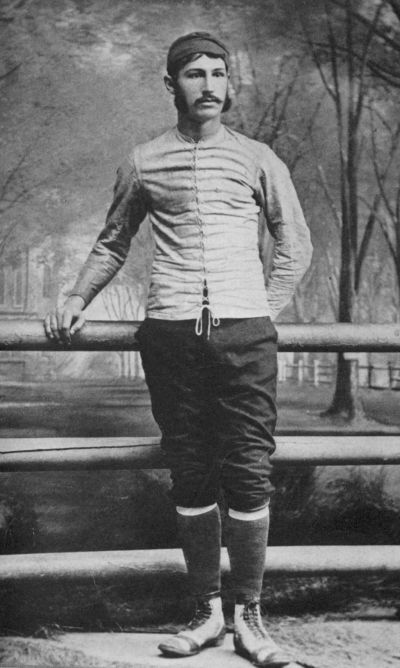
Walter Camp (około 1878)

## Twórca futbolu amerykańskiego
W czasie młodości Campa najpopularniejszym sportem dla „twardzieli” była w Stanach Zjednoczonych piłka nożna, jednak dwa główne uniwersytety – Harvarda i Yale – zdecydowały się grać w rugby (pierwszy mecz między obiema uczelniami odbył się w 1876). Camp grał wówczas w drużynie Uniwersytetu Yale. Nie podobały mu się zasady tego sportu, opracował więc nowe przepisy i w ten sposób praktycznie stworzył nowy sport: futbol amerykański.

## Literatura
- Ronald A. Smith, Sports and Freedom: The Rise of Big-Time College Athletics, 1990, ISBN 0-19-506582-4